# Amblyraja taaf
Amblyraja taaf és una espècie de peix de la família dels raids i de l'ordre dels raïformes.

## Morfologia
- Els mascles poden assolir 90 cm de longitud total.[6]

## Reproducció
És ovípar i les femelles ponen càpsules d'ous, les quals presenten com unes banyes a la closca.

## Hàbitat
És un peix marí, de clima polar (45°S-59°S) i demersal que viu entre 375–390 m de fondària.

## Distribució geogràfica
Es troba a les aigües subantàrtiques de l'oceà Índic.

## Observacions
És inofensiu per als humans.